# Adelocosa anops
Adelocosa anops es una especie de araña araneomorfa de la familia Lycosidae. Es el único miembro del género monotípico Adelocosa. Es originaria de Kauai en Hawaï.